# Marie Albrecht
Marie Albrecht (* 1866 in Znaim; † nach 1935) war ein tschechoslowakisch-österreichische Lehrerin, Zeichnerin und Malerin.

## Leben
Sie war die Tochter von Karl Albrecht und dessen Ehefrau Anna geborene Prüller. Sie besuchte die Fachschule für Keramik und verwandte Kunstgewerbe in Znaim, wo sie eine Ausbildung als Zeichnerin und Malerin erhielt. Im Anschluss nahm Marie Albrecht an der Vorbereitung zum Lehrerberuf teil, die sie erfolgreich als geprüfte Lehrerin abschloss.
Marie Albrecht blieb unverheiratet und lebte im in der seit 1918 zur Tschechoslowakei gehörenden Stadt Znaim, Kleine Franziskanergasse 2.

## Werk
Sie verband den Beruf der Lehrerin, Zeichnerin und Malerin, in dem sie meist großformatige Lehrmittelwandbilder für den Schulgebrauch herstellte. Daneben spezialisierte sich Marie Albrecht auch auf Aquarelle. Sie nahm an großen Kunstausstellungen teil und erhielt mehrere Auszeichnungen und Ehrungen. 